# Liste der diplomatischen Vertretungen in Russland

Länder mit einer diplomatischen Vertretung in Russland

Dies ist eine Liste der diplomatischen und konsularischen Vertretungen in Russland. Über 140 Staaten der Erde unterhalten in der Russischen Föderation eine Botschaft.
Neben der Republik China (Taiwan) unterhält Russland keine diplomatischen Beziehungen mit Georgien; infolge des Kaukasuskriegs vom August 2008 brachen die zwei Nachbarländer ihre Beziehungen zueinander am 28. August 2008 ab. Seitdem werden beide Länder von der Schweizerischen Botschaft im jeweiligen Gastland vertreten.

## Diplomatische Vertretungen in Moskau
Als Sitz der Russischen Regierung ist Moskau der Sitz aller Botschaften in Russland.

### Botschaften

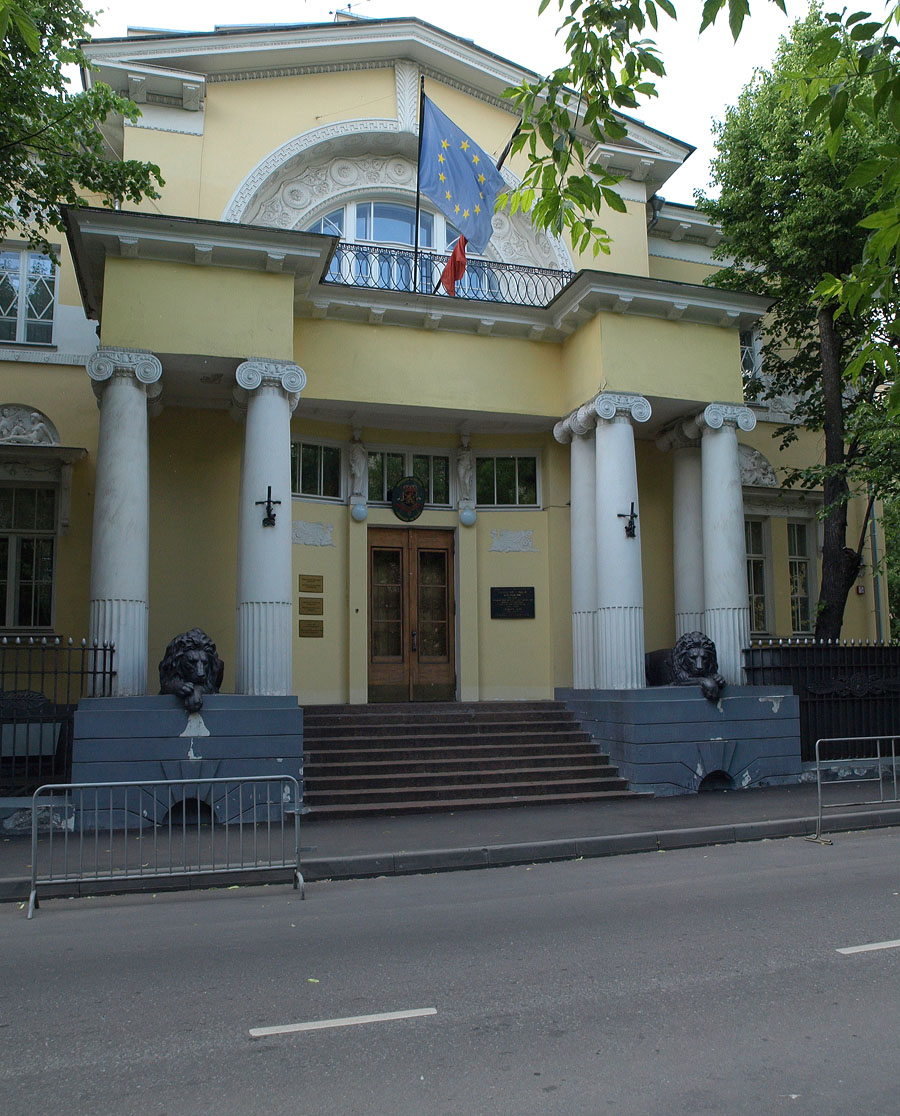
Belgische Botschaft

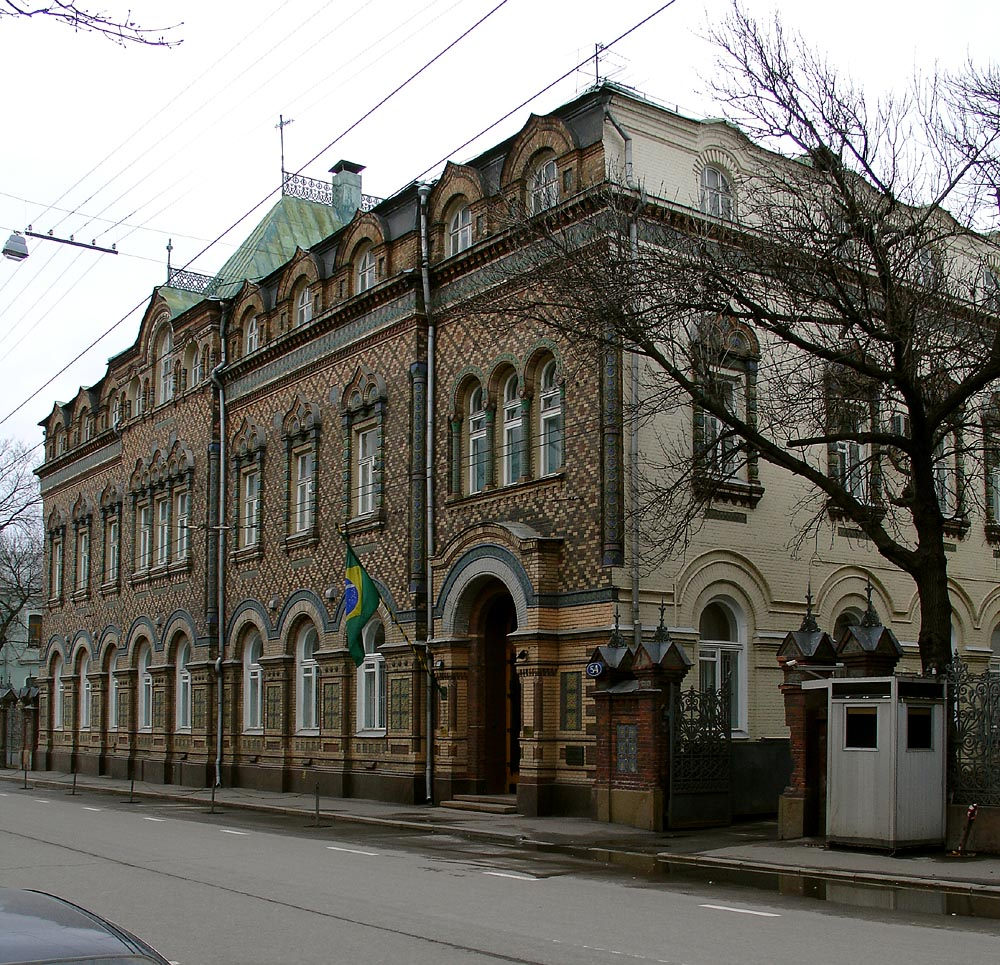
Brasilianische Botschaft

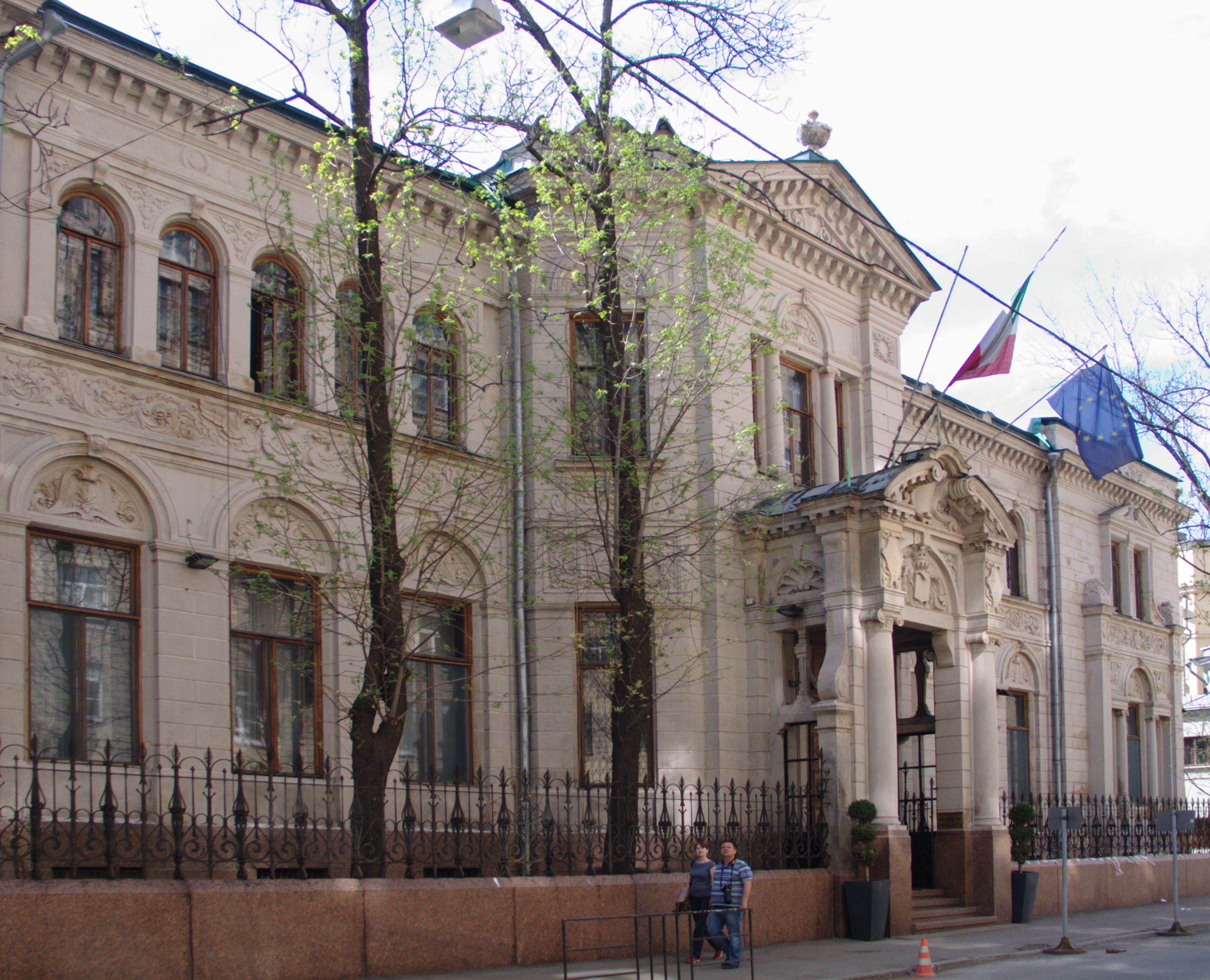
Italienische Botschaft

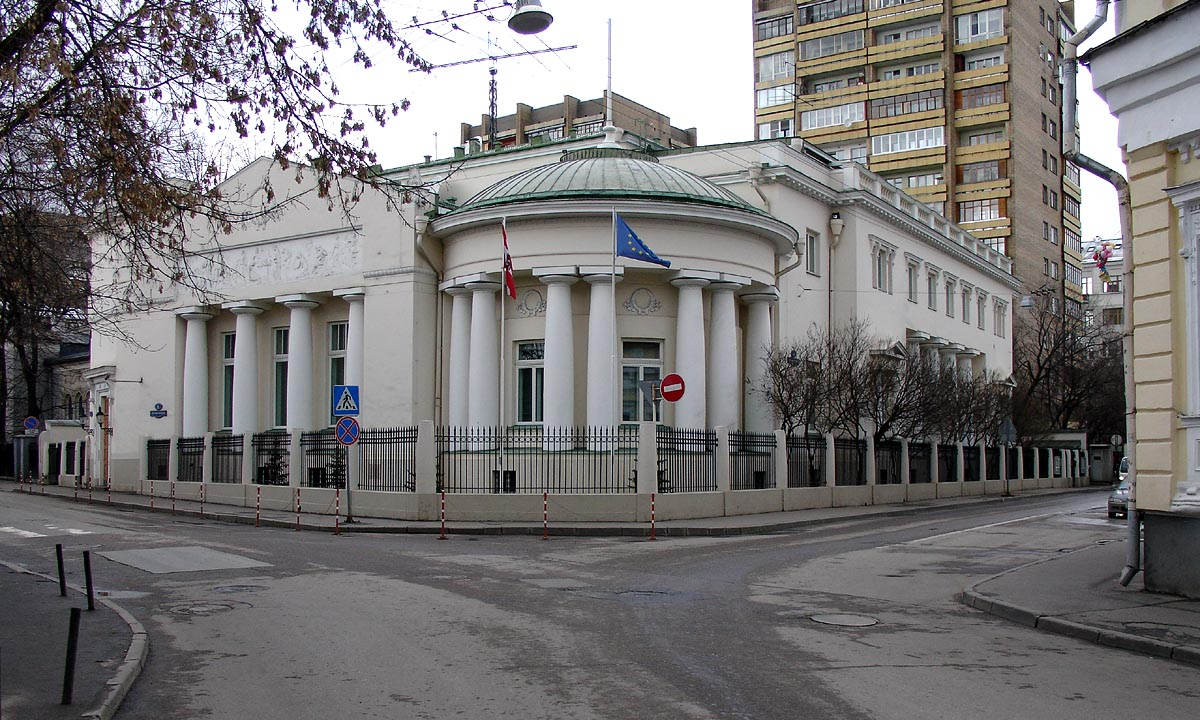
Österreichische Botschaft

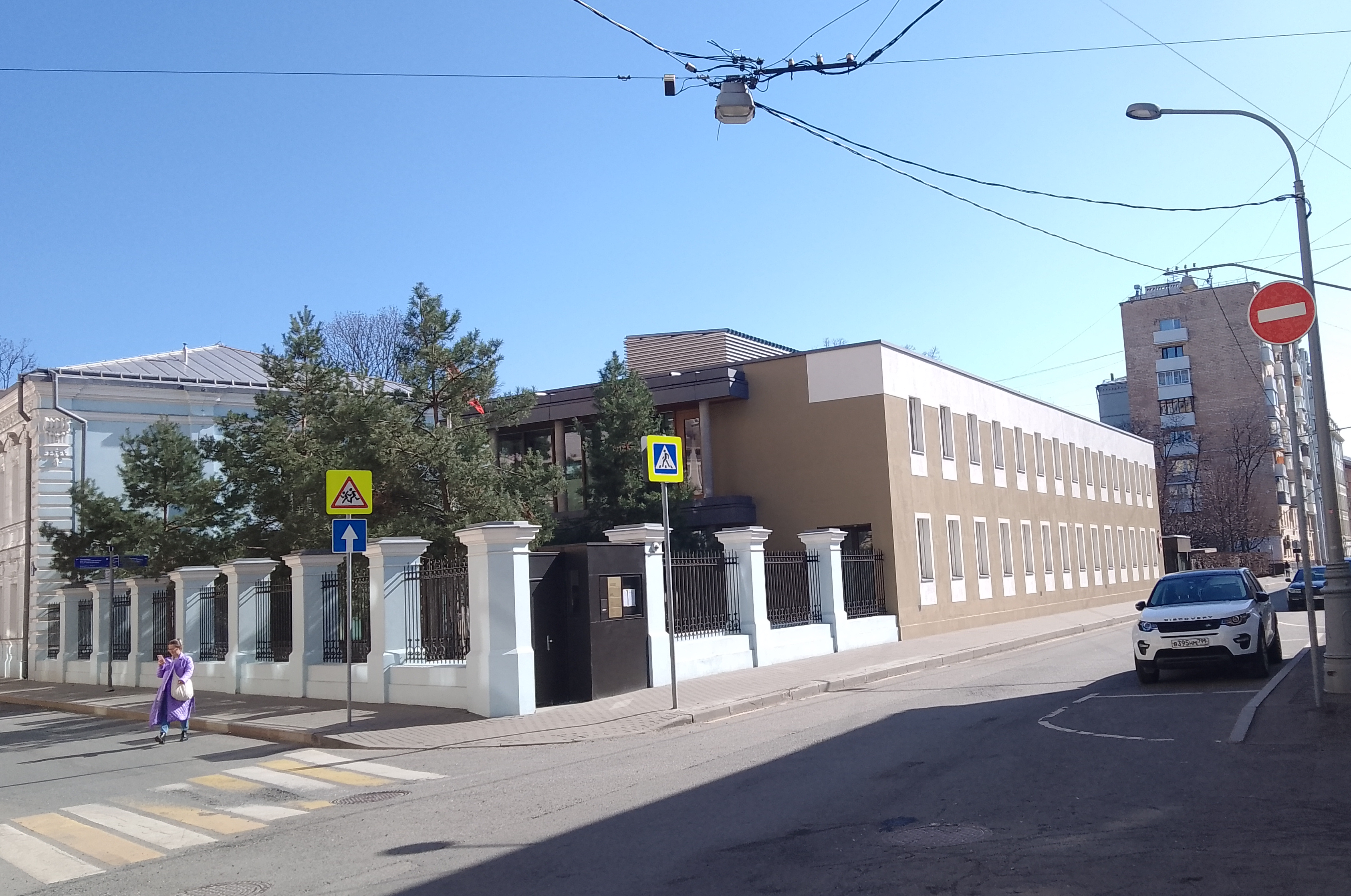
Schweizerische Botschaft

| - Afghanistan: Botschaft (→ Liste der Botschafter) - Ägypten: Botschaft (→ Liste der Botschafter) - Albanien: Botschaft - Algerien: Botschaft - Angola: Botschaft - Äquatorialguinea: Botschaft - Argentinien: Botschaft (→ Liste der Botschafter) - Armenien: Botschaft - Aserbaidschan: Botschaft - Äthiopien: Botschaft - Australien: Botschaft (→ Liste der Botschafter) - Bahrain: Botschaft - Bangladesch: Botschaft - Belarus: Botschaft - Belgien: Botschaft (→ Liste der Botschafter) - Benin: Botschaft - Bolivien: Botschaft (→ Liste der Botschafter) - Bosnien und Herzegowina: Botschaft - Brasilien: Botschaft (→ Liste der Botschafter) - Brunei: Botschaft - Bulgarien: Botschaft - Burundi: Botschaft - Chile: Botschaft (→ Liste der Botschafter) - Volksrepublik China: Botschaft (→ Liste der Botschafter) - Costa Rica: Botschaft - Dänemark: Botschaft (→ Liste der Botschafter) - Deutschland: Botschaft (→ Liste der Botschafter) - Dominikanische Republik: Botschaft - Ecuador: Botschaft - Elfenbeinküste: Botschaft - El Salvador: Botschaft - Eritrea: Botschaft - Estland: Botschaft (→ Liste der Botschafter) - Finnland: Botschaft (→ Liste der Botschafter) - Frankreich: Botschaft (→ Liste der Botschafter) - Gabun: Botschaft - Ghana: Botschaft - Griechenland: Botschaft (→ Liste der Botschafter) - Guatemala: Botschaft - Guinea: Botschaft - Guinea-Bissau: Botschaft - Indien: Botschaft (→ Liste der Botschafter) - Indonesien: Botschaft - Irak: Botschaft - Iran: Botschaft (→ Liste der Botschafter) - Irland: Botschaft (→ Liste der Botschafter) - Island: Botschaft | - Israel: Botschaft (→ Liste der Botschafter) - Italien: Botschaft (→ Liste der Botschafter) - Japan: Botschaft (→ Liste der Botschafter) - Jemen: Botschaft - Jordanien: Botschaft - Kambodscha: Botschaft - Kamerun: Botschaft - Kanada: Botschaft (→ Liste der Botschafter) - Kasachstan: Botschaft - Katar: Botschaft - Kenia: Botschaft - Kirgisistan: Botschaft - Kolumbien: Botschaft (→ Liste der Botschafter) - Kongo, Demokratische Republik: Botschaft - Kongo, Republik: Botschaft - Korea, Republik: Botschaft - Korea, Volksrepublik: Botschaft - Kroatien: Botschaft (→ Liste der Botschafter) - Kuba: Botschaft (→ Liste der Botschafter) - Kuwait: Botschaft - Laos: Botschaft - Lettland: Botschaft (→ Liste der Botschafter) - Libanon: Botschaft (→ Liste der Botschafter) - Libyen: Botschaft (→ Liste der Botschafter) - Litauen: Botschaft (→ Liste der Botschafter) - Luxemburg: Botschaft (→ Liste der Botschafter) - Madagaskar: Botschaft (→ Liste der Botschafter) - Malaysia: Botschaft - Mali: Botschaft - Malta: Botschaft - Marokko: Botschaft (→ Liste der Botschafter) - Mauretanien: Botschaft - Mauritius: Botschaft - Nordmazedonien: Botschaft - Mexiko: Botschaft (→ Liste der Botschafter) - Moldau: Botschaft - Mongolei: Botschaft - Montenegro: Botschaft - Mosambik: Botschaft - Myanmar: Botschaft - Namibia: Botschaft (→ Liste der Botschafter) - Nepal: Botschaft - Neuseeland: Botschaft - Nicaragua: Botschaft (→ Liste der Botschafter) - Niederlande: Botschaft (→ Liste der Botschafter) - Nigeria: Botschaft (→ Liste der Botschafter) - Norwegen: Botschaft (→ Liste der Botschafter) | - Oman: Botschaft (→ Liste der Botschafter) - Österreich: Botschaft (→ Liste der Botschafter) - Pakistan: Botschaft (→ Liste der Botschafter) - Panama: Botschaft - Paraguay: Botschaft (→ Liste der Botschafter) - Peru: Botschaft - Philippinen: Botschaft - Polen: Botschaft (→ Liste der Botschafter) - Portugal: Botschaft (→ Liste der Botschafter) - Rumänien: Botschaft (→ Liste der Botschafter) - Sambia: Botschaft - Saudi-Arabien: Botschaft (→ Liste der Botschafter) - Schweden: Botschaft (→ Liste der Botschafter) - Schweiz: Botschaft (→ Liste der Botschafter) - Senegal: Botschaft - Serbien: Botschaft (→ Liste der Botschafter) - Sierra Leone: Botschaft - Simbabwe: Botschaft - Singapur: Botschaft - Slowakei: Botschaft - Slowenien: Botschaft - Somalia: Botschaft - Spanien: Botschaft (→ Liste der Botschafter) - Sri Lanka: Botschaft - Südafrika: Botschaft (→ Liste der Botschafter) - Sudan: Botschaft - Syrien: Botschaft (→ Liste der Botschafter) - Tadschikistan: Botschaft - Tansania: Botschaft - Thailand: Botschaft - Tschad: Botschaft - Tschechien: Botschaft (→ Liste der Botschafter) - Tunesien: Botschaft - Türkei: Botschaft (→ Liste der Botschafter) - Turkmenistan: Botschaft - Uganda: Botschaft - Ukraine: Botschaft (→ Liste der Botschafter) - Ungarn: Botschaft (→ Liste der Botschafter) - Uruguay: Botschaft - Usbekistan: Botschaft - Venezuela: Botschaft (→ Liste der Botschafter) - Vereinigte Arabische Emirate: Botschaft (→ Liste der Botschafter) - Vereinigte Staaten: Botschaft (→ Liste der Botschafter) - Vereinigtes Königreich: Botschaft (→ Liste der Botschafter) - Vietnam: Botschaft - Zentralafrikanische Republik: Botschaft - Zypern: Botschaft |

### Vertretungen internationaler Organisationen
- Arabische Liga: Büro
- Eurasische Wirtschaftsgemeinschaft (EURASEC): Büro
- Europäische Union: Delegation
- Organisation des Nordatlantikvertrags (NATO): Büro[11]
- Organisation der Vereinten Nationen für Erziehung, Wissenschaft und Kultur (UNESCO): Büro[12]
- Vereinte Nationen: Verbindungsbüro
- Heiliger Stuhl: Apostolische Nuntiatur
- Malteserorden: Vertretung

### Sonstige Vertretungen
| - Abchasien: Vertretung - Arzach: Vertretung - Republik China (Taiwan): Vertretung - Hongkong: Wirtschafts- und Handelsbüro | - Palästina: Vertretung - Südossetien: Vertretung - Westsahara: Vertretung |

### Konsularabteilungen

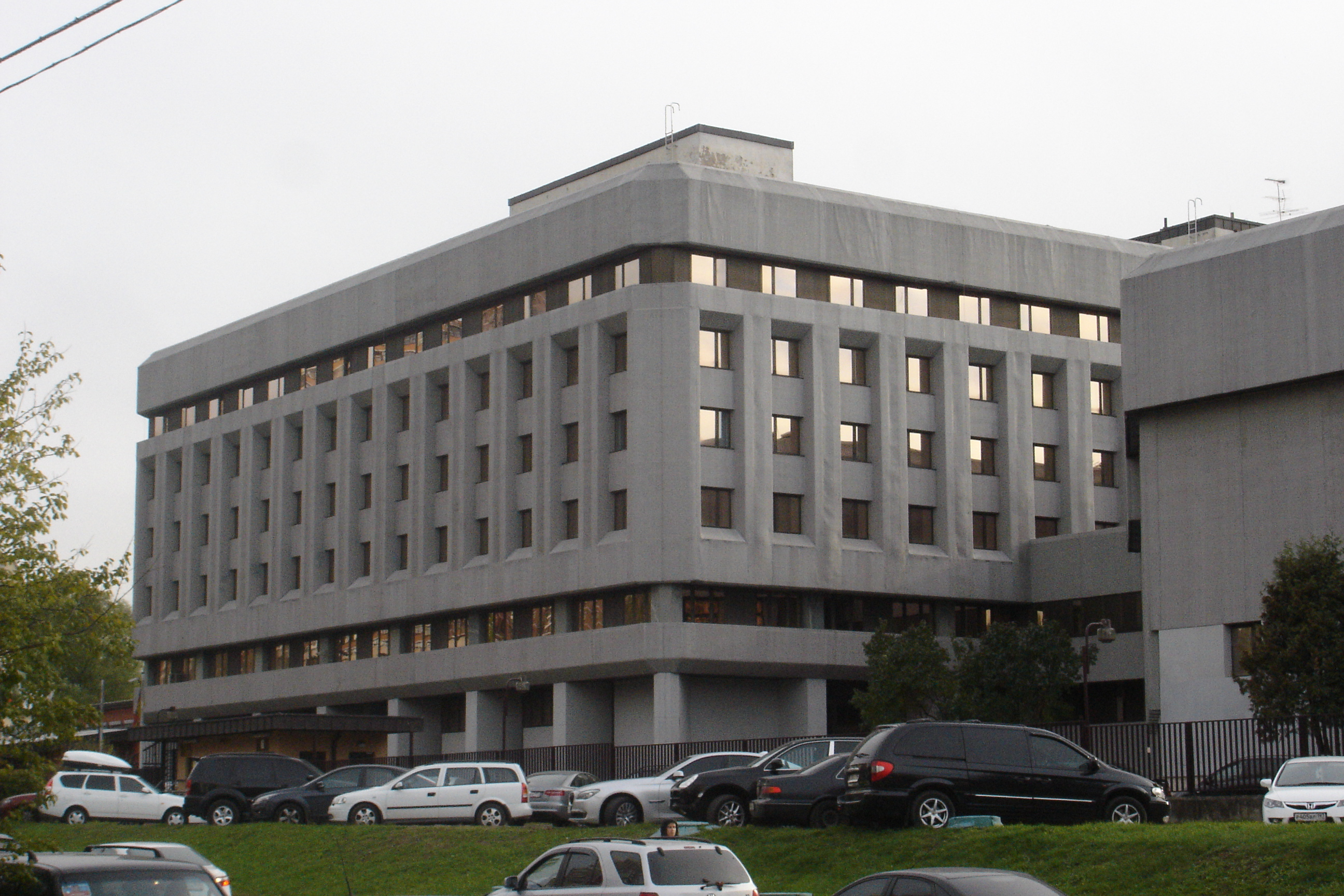
Deutsches Generalkonsulat und Goethe-Institut in Moskau

Einige Staaten unterhalten in der russischen Hauptstadt neben ihren jeweiligen Botschaften auch separate Standorte für konsularische Dienste.
| - Deutschland: Rechts- und Konsularabteilung - Finnland: Generalkonsulat - Frankreich: Generalkonsulat | - Griechenland: Generalkonsulat - Italien: Generalkonsulat - Vereinigte Staaten: Konsularabteilung |

## Konsularische Vertretungen in Sankt Petersburg

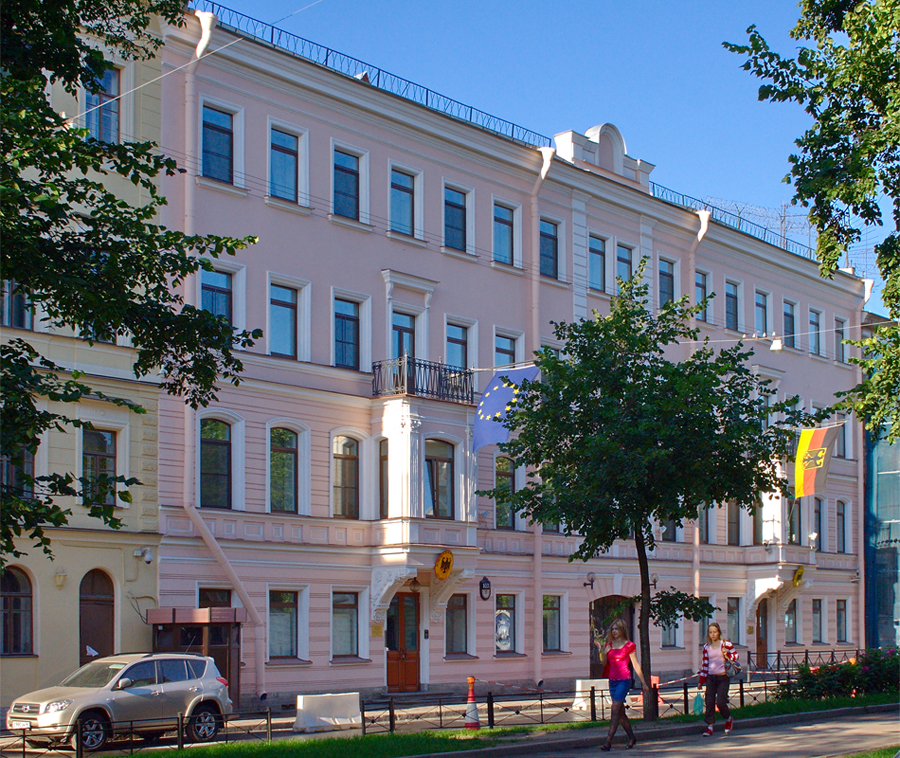
Deutsches Generalkonsulat in Sankt Petersburg

Konsularische Vertretungen in Sankt Petersburg. Nur Konsulate und Generalkonsulate (ohne Honorarkonsulate).
| - Armenien: Generalkonsulat - Aserbaidschan: Generalkonsulat - Belarus: Außenstelle der Botschaft - Belgien: Generalkonsulat - Bulgarien: Generalkonsulat - Volksrepublik China: Generalkonsulat - Dänemark: Generalkonsulat - Deutschland: Generalkonsulat - Estland: Generalkonsulat - Finnland: Generalkonsulat - Frankreich: Generalkonsulat - Griechenland: Generalkonsulat - Indien: Generalkonsulat - Italien: Generalkonsulat - Japan: Generalkonsulat - Kasachstan: Generalkonsulat - Korea, Republik: Generalkonsulat - Lettland: Generalkonsulat | - Litauen: Generalkonsulat - Niederlande: Generalkonsulat - Norwegen: Generalkonsulat - Polen: Generalkonsulat - Rumänien: Generalkonsulat - Schweden: Generalkonsulat - Schweiz: Generalkonsulat - Slowakei: Generalkonsulat - Spanien: Generalkonsulat - Sri Lanka: Generalkonsulat - Tschechien: Generalkonsulat - Türkei: Generalkonsulat - Ukraine: Generalkonsulat - Ungarn: Generalkonsulat - Vereinigte Staaten: Generalkonsulat - Vereinigtes Königreich: Generalkonsulat - Zypern: Generalkonsulat |

## Konsularische Vertretungen im übrigen Föderationsgebiet

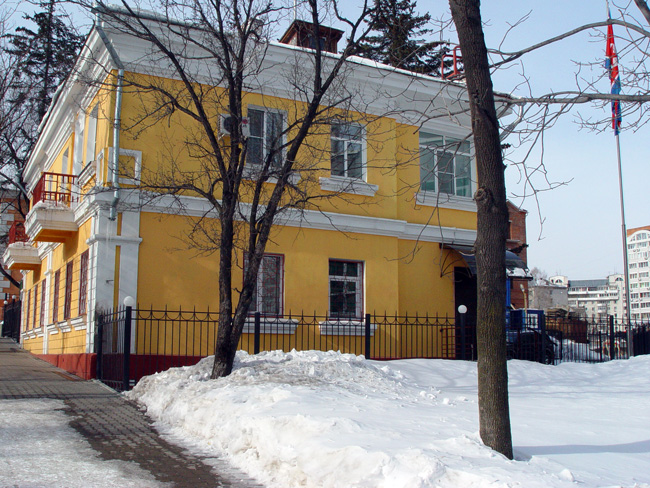
Nordkoreanisches Konsulat in Chabarowsk

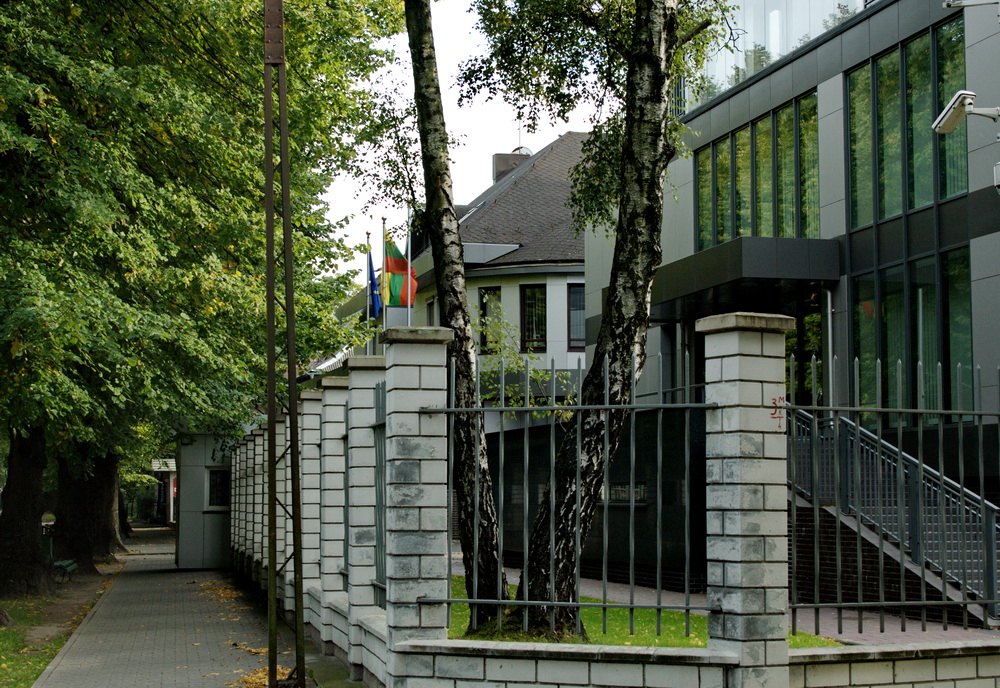
Litauisches Generalkonsulat in Kaliningrad

Nur Konsulate und Generalkonsulate (ohne Honorarkonsulate). Nordkaukasus ist der einzige Föderationskreis ohne konsularische Vertretungen ausländischer Staaten.

### Konsularische Vertretungen im FöderationskreisFerner Osten
| - Belarus: Chabarowsk, Außenstelle der Botschaft - Volksrepublik China: Chabarowsk, Generalkonsulat - Volksrepublik China: Wladiwostok, Generalkonsulat - Indien: Wladiwostok, Generalkonsulat - Kanada: Wladiwostok, Konsulat - Kirgisistan: Wladiwostok, Außenstelle der Botschaft - Japan: Chabarowsk, Generalkonsulat - Japan: Wladiwostok, Generalkonsulat - Japan: Juschno-Sachalinsk, Generalkonsulat | - Korea, Republik: Wladiwostok, Generalkonsulat - Korea, Volksrepublik: Chabarowsk, Konsulat - Korea, Volksrepublik: Wladiwostok, Generalkonsulat - Vereinigte Staaten: Wladiwostok, Generalkonsulat - Vietnam: Wladiwostok, Generalkonsulat |

### Konsularische Vertretungen im FöderationskreisNordwestrussland
| - Litauen: Kaliningrad, Generalkonsulat - Polen: Kaliningrad, Generalkonsulat | - Finnland: Murmansk, Generalkonsulat - Norwegen: Murmansk, Generalkonsulat |

### Konsularische Vertretungen im FöderationskreisSibirien
| - Belarus: Nowosibirsk, Außenstelle der Botschaft - Bulgarien: Nowosibirsk, Generalkonsulat - Volksrepublik China: Irkutsk, Generalkonsulat - Kirgisistan: Nowosibirsk, Generalkonsulat - Korea, Republik: Irkutsk, Generalkonsulat | - Mongolei: Irkutsk, Generalkonsulat - Mongolei: Kysyl, Generalkonsulat - Mongolei: Ulan-Ude, Generalkonsulat - Polen: Irkutsk, Generalkonsulat - Usbekistan: Nowosibirsk, Generalkonsulat |

### Konsularische Vertretungen im FöderationskreisSüdrussland
| - Armenien: Rostow am Don, Generalkonsulat - Belarus: Krasnodar, Außenstelle der Botschaft - Griechenland: Noworossijsk, Generalkonsulat - Iran: Astrachan, Generalkonsulat - Kasachstan: Astrachan, Generalkonsulat | - Rumänien: Rostow am Don, Generalkonsulat - Türkei: Noworossijsk, Generalkonsulat - Turkmenistan: Astrachan, Generalkonsulat - Ukraine: Rostow am Don, Generalkonsulat |

### Konsularische Vertretungen im FöderationskreisUral
| - Aserbaidschan: Jekaterinburg, Generalkonsulat - Belarus: Jekaterinburg, Außenstelle der Botschaft - Belarus: Tjumen, Außenstelle der Botschaft - Bulgarien: Jekaterinburg, Generalkonsulat - Volksrepublik China: Jekaterinburg, Generalkonsulat - Frankreich: Jekaterinburg, Generalkonsulat - Kirgisistan: Jekaterinburg, Generalkonsulat | - Tadschikistan: Jekaterinburg, Generalkonsulat - Tschechien: Jekaterinburg, Generalkonsulat - Ukraine: Tjumen, Generalkonsulat - Ungarn: Jekaterinburg, Generalkonsulat - Vereinigte Staaten: Jekaterinburg, Generalkonsulat - Vereinigtes Königreich: Jekaterinburg, Generalkonsulat - Vietnam: Jekaterinburg, Generalkonsulat |

### Konsularische Vertretungen im FöderationskreisWolga
- Belarus: Nischni Nowgorod, Außenstelle der Botschaft
- Iran: Kasan, Generalkonsulat
- Türkei: Kasan, Generalkonsulat[9]

### Konsularische Vertretungen im FöderationskreisZentralrussland
- Belarus: Smolensk, Außenstelle der Botschaft